# 卡拉斯帕拉
卡拉斯帕拉，是西班牙穆尔西亚自治区的一个市镇。总面积185平方公里，总人口9258人（2001年），人口密度50人/平方公里。